# Metropolitano de Boston

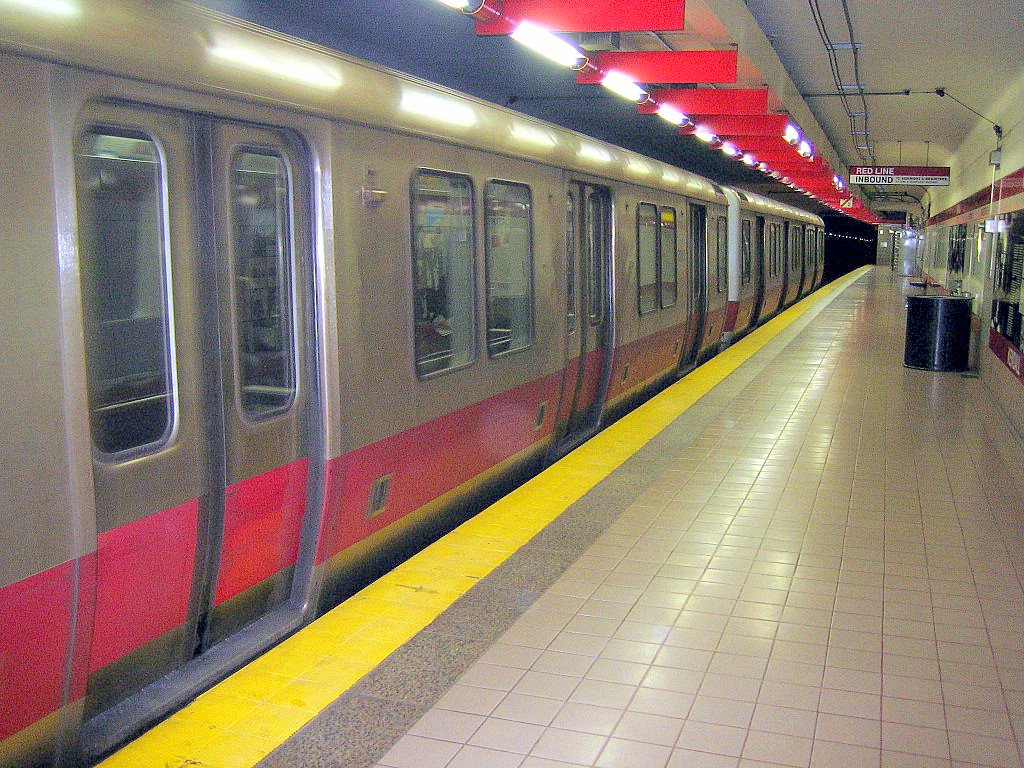
Estação de Kendall Square na linha Vermelha.

O Metro de Boston é o sistema de metropolitano que opera na cidade de Boston, Massachusetts, nos Estados Unidos. Está integrado numa rede que abrange todos os transportes da cidade, a Massachusetts Bay Transportation Authority, e foi inaugurado em 1897.

## História

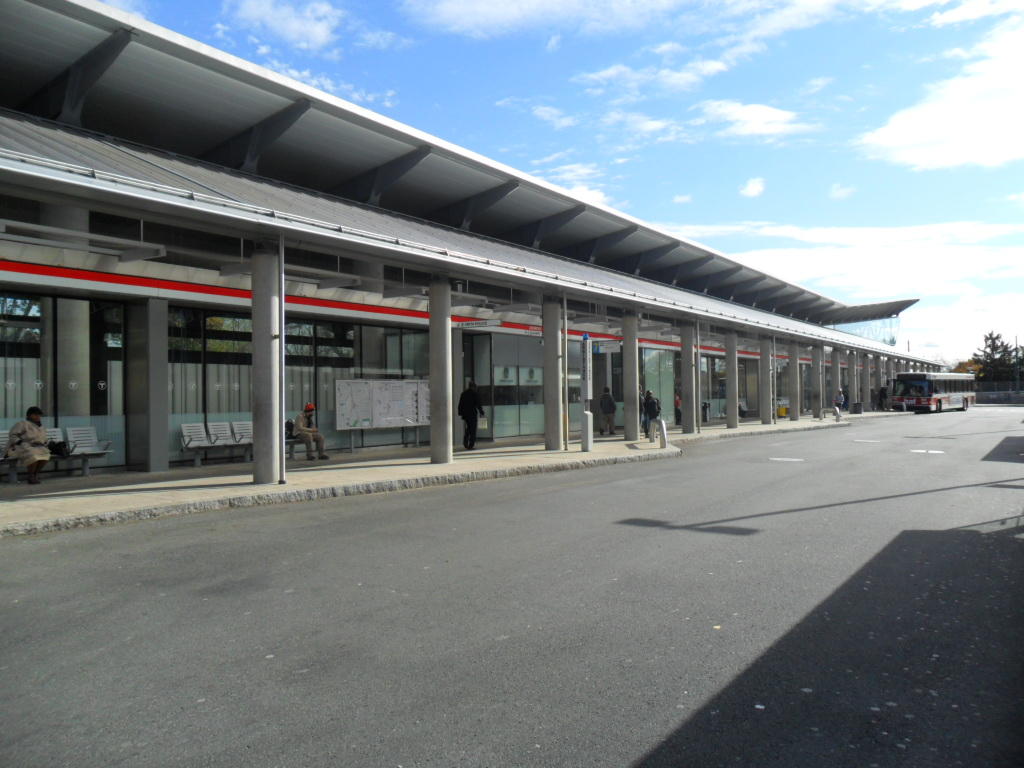
Estação de Ashmont na linha vermelha.

O metro de Boston é o mais antigo dos EUA, foi aberto pouco tempo antes do metro de Chicago (1897). A primeira linha do metro de Boston era um trem subterrâneo onde circulavam trenseléctricos; hoje em dia está integrada na linha Verde. Em 1901 era inaugurada a linha Laranja entre as estações de Sullivan Square e Dudley Street; esse trem circulava numa via elevada. Mais tarde, em 1904, a linha Azul foi aberta. Oito anos mais tarde, em 1912, foi inaugurada a linha Vermelha.

## Rede
| Linha          | Cor      | Trajecto | Inauguração | Número de estações |
| -------------- | -------- | --- | ----------- | ------------------ |
| linha Verde    | Verde    | B: Government Center ↔ Boston College C: North Station ↔ Cleveland Circle D: Government Center ↔ Riverside E: Lechmere ↔ Heath Street                                                         | 1897        | 66                 |
| linha Laranja  | Laranja  | Oak Grove ↔ Forest Hills | 1901        | 19                 |
| linha Azul     | Azul     | Wonderland ↔ Bowdoin | 1904        | 12                 |
| linha Vermelha | Vermelho | A: Alewife ↔ Ashmont B: Alewife ↔ Braintree High Speed: Ashmont ↔ Mattapan | 1912        | 23                 |
| linha Prata    | Prata    | SL1: South Station ↔ Airport SL2: South Station ↔ Design Center SL3: South Station ↔ City Point (interrompido 2008) SL4: South Station ↔ Dudley Square SL5: Downtown Crossing ↔ Dudley Square | 2002        | 22                 |

## Diagrama

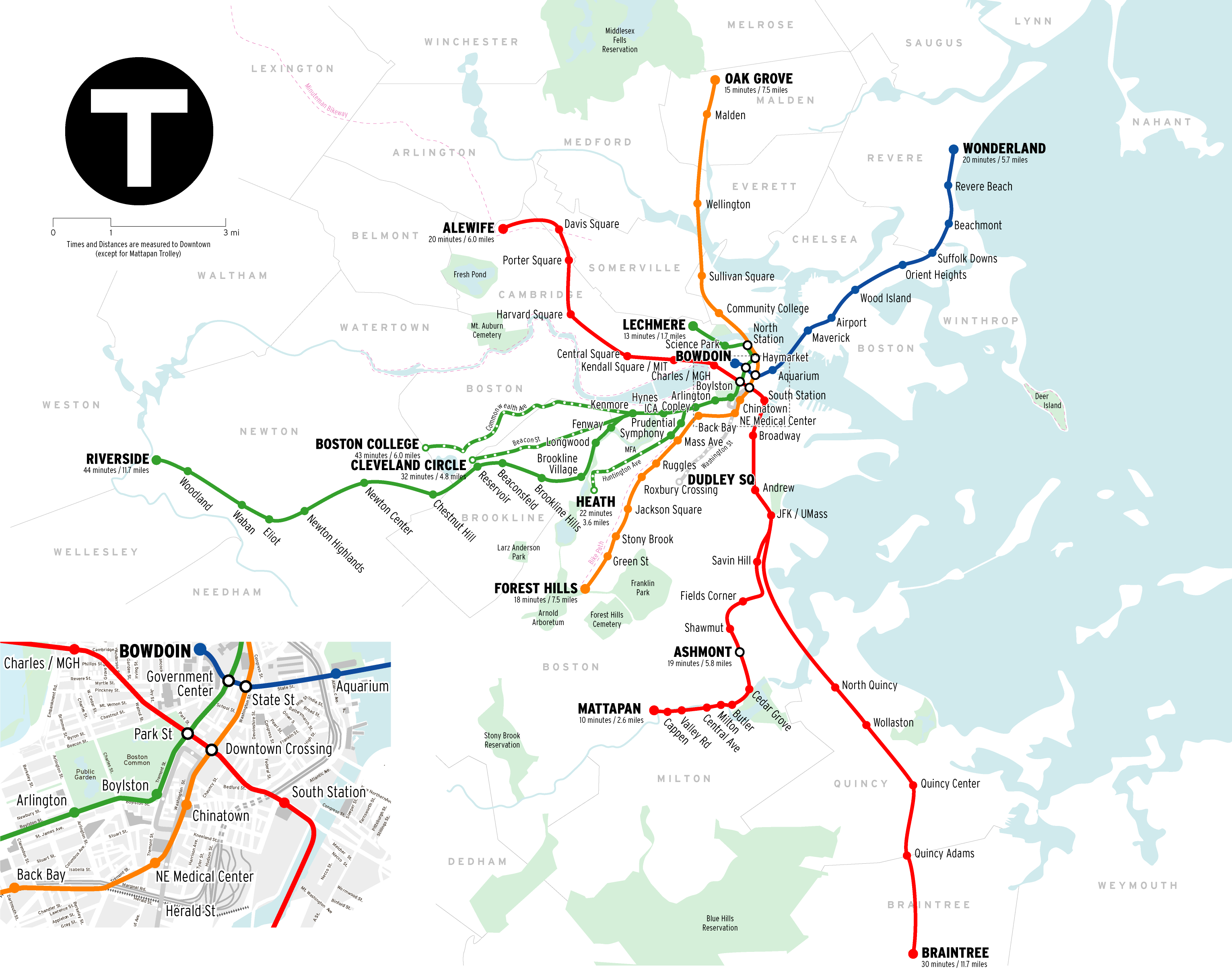
Diagrama do metro de Boston.